# 顧巽
顧巽（1379年—？），字與惓，浙江寧波府慈谿縣西嶼鄉坊隅人，明朝政治人物。進士出身。

## 生平
浙江鄉試六十四名。永樂十年（1412年）壬辰科會試二十二名，殿試登進士第二甲第十二名，歷任江西按察使僉事，后升爲山東參議，為官清廉，卒於任內。

## 家族
曾祖顧仲和。祖父顧純甫。父亲顧均輔。